# Літочки
Лі́точки — село в Україні, у Броварському районі Київської області. В процесі децентралізації село увійшло до складу Зазимської сільської територіальної громади. Населення становить 422 особи.
Літочки (Малі Літки, Колєнці) відомі з письмових джерел 1552 р. як поселення, що належало до Остерського замку. Поряд із селом знаходиться одне з найбільших древніх городищ України. Село до 1905 р. належало до володінь родини київських козацьких полковників і сотників Солонин. Катерина Лук'янівна Солонина — героїня Шевченкової «Княгині».
До складу колишньої Літочківської сільської ради входили поселення Соболівка і Парня. Проживає в Літочках 422 особи.
Загальна площа землі в адмінмежах колишньої Літочківської сільської ради — 3918,0 га.
Вночі з 28 на 29 травня 2016 року у Літочках сталася пожежа в будинку, де проживали люди похилого віку. В будинку перебувало 35 осіб, місцеві жителі визволили із вогню 18 осіб, із яких 5 осіб з опіками різних ступенів важкості госпіталізовані. 

## Населення

### Мова
Розподіл населення за рідною мовою за даними перепису 2001 року:
| Мова       | Кількість | Відсоток |
| ---------- | --------- | -------- |
| українська | 417       | 98.82%   |
| російська  | 4         | 0.94%    |
| білоруська | 1         | 0.24%    |
| Усього     | 422       | 100%     |

## Галерея

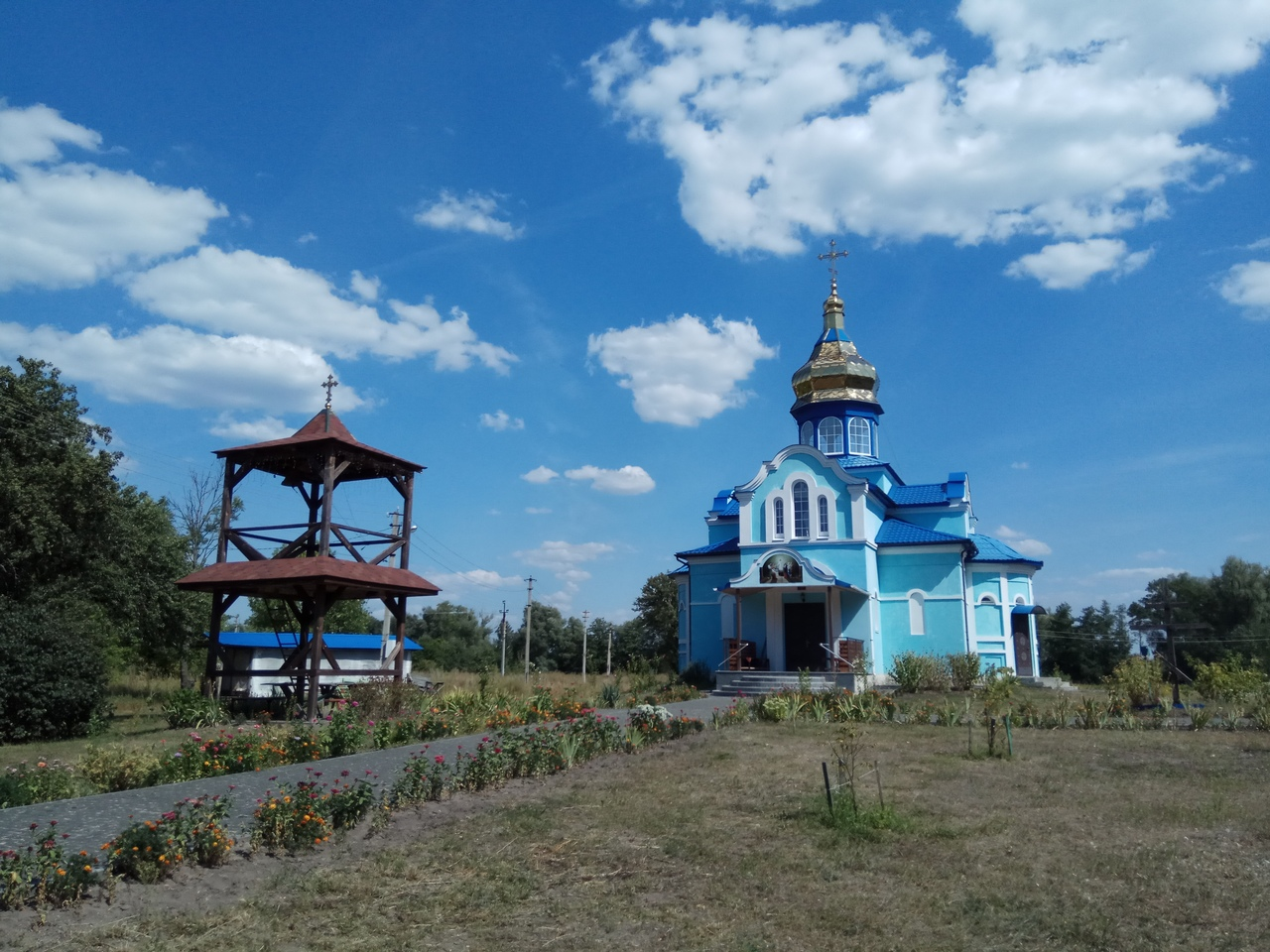
Свято-Успенський храм УПЦ КП
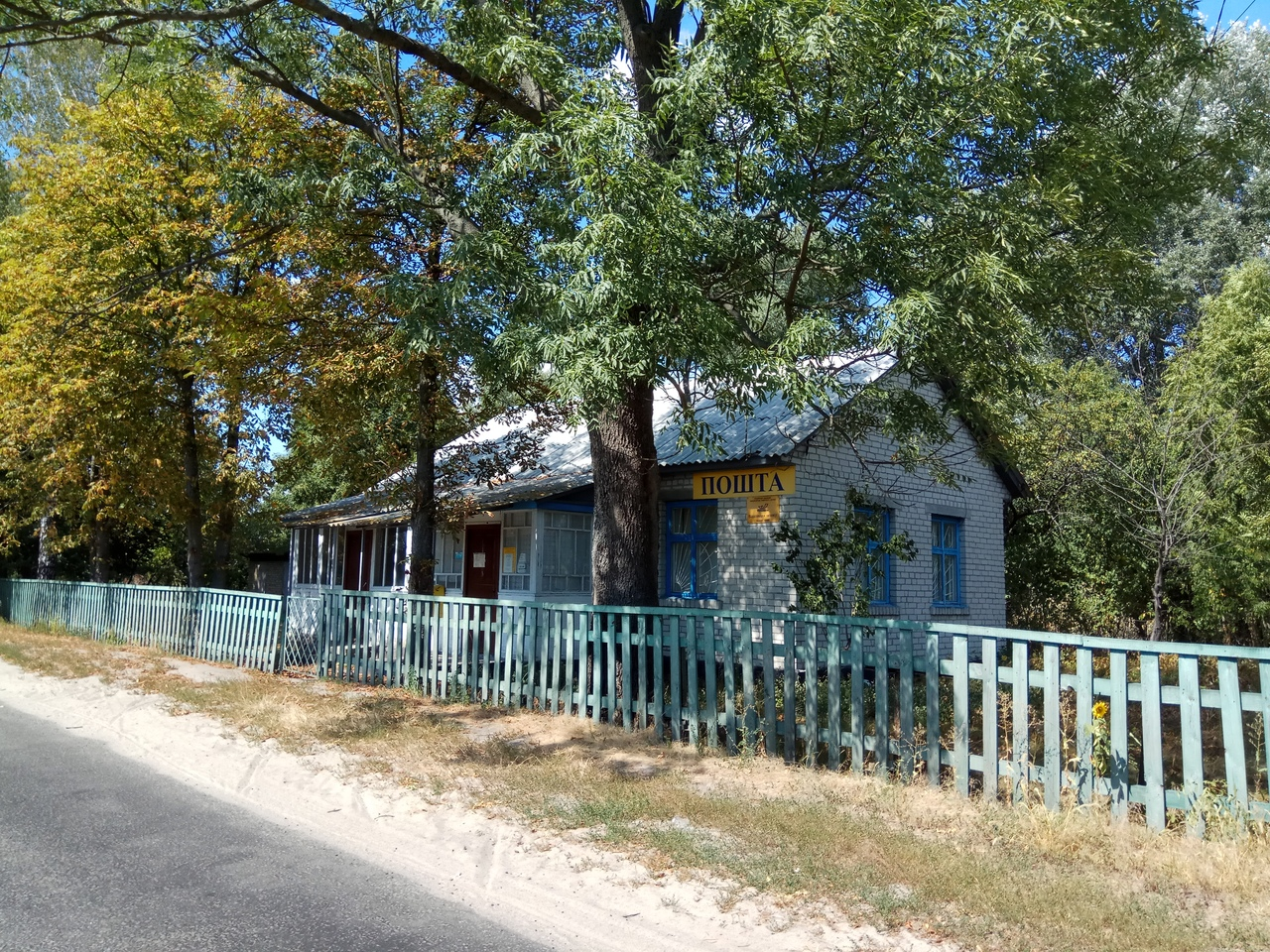
Пошта
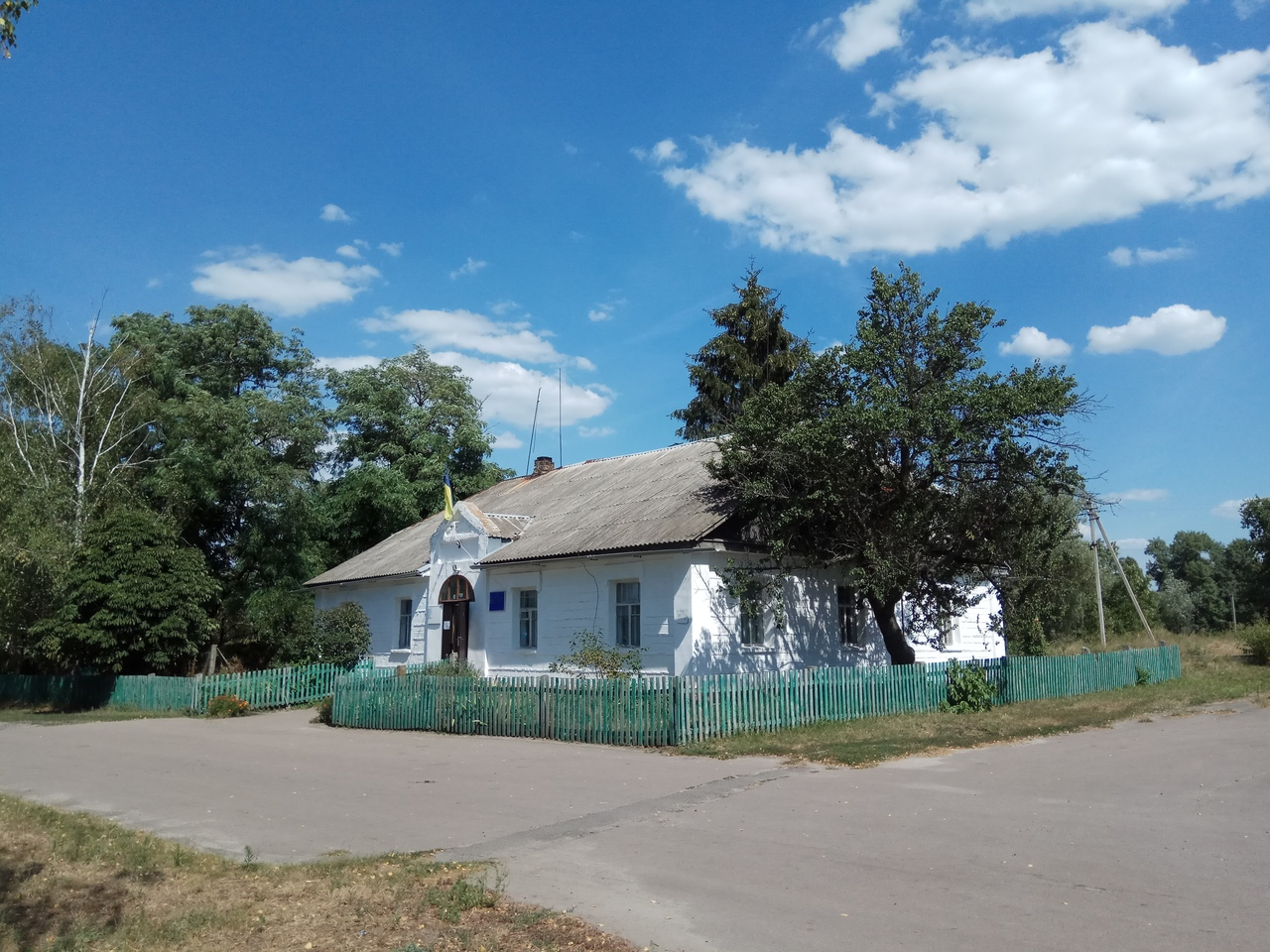
Літочківська сільська рада
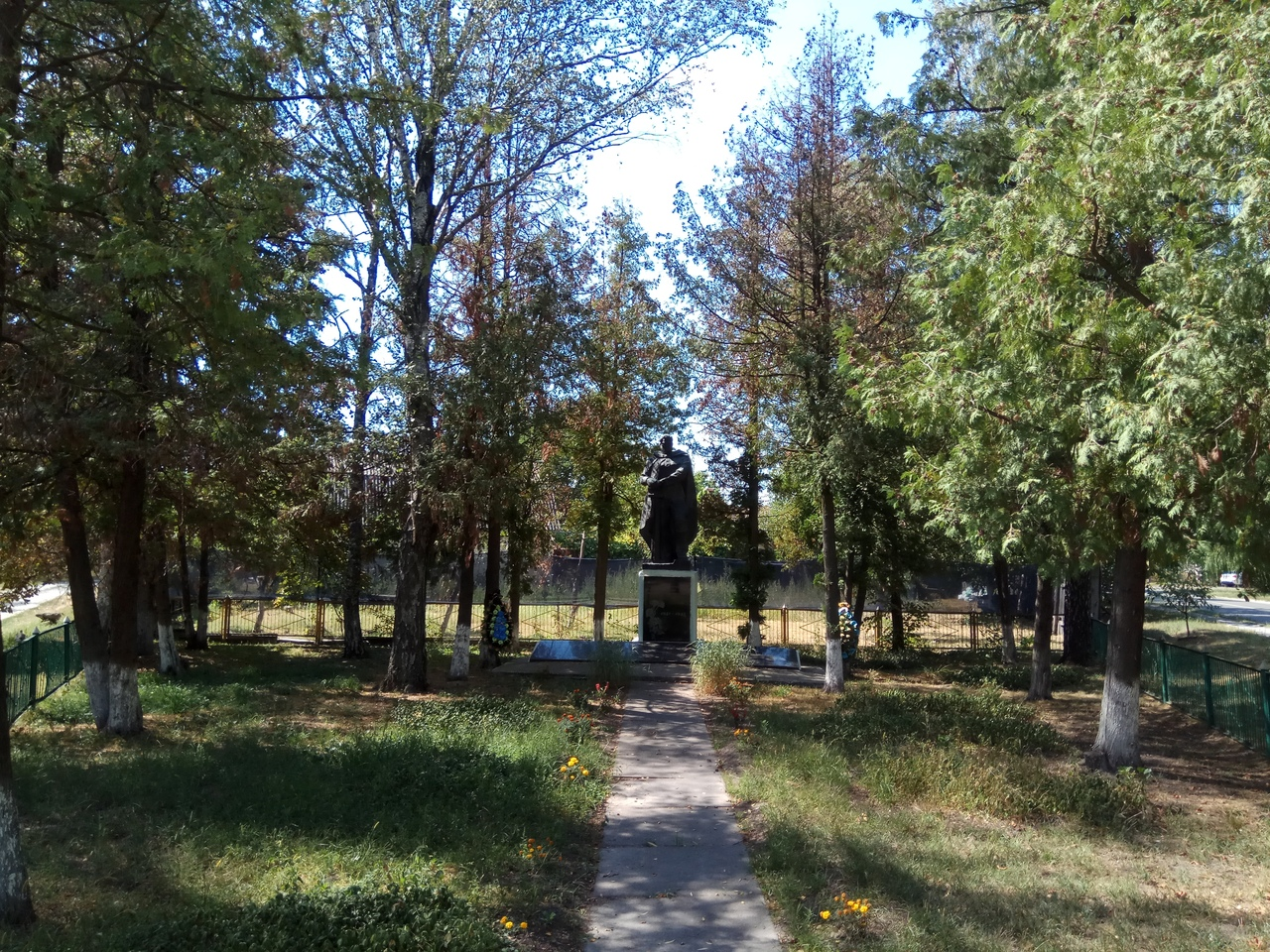
Пам'ятник воїнам Другої світової війни Літочки